# براين روبنز
براين روبنز (بالإنجليزية: Brian Robbins)‏ مواليد 22 نوفمبر 1963 في بروكلين، نيويورك، الولايات المتحدة، هو مخرج ومنتج أفلام ممثل أمريكي بدأ مسيرته الفنية عام 1982.

## مسيرته الفنية
لم تحظ الأفلام التي أخرجها بالنجاح الباهر بل إن بعضها حقق فشلا ذريعا
| الفيلم            | السنة | الميزاينة   | إجمالي الناتج المحلي | الإجمالي في جميع أنحاء العالم | تقييم الطماطم الفاسدة |
| ----------------- | ----- | ----------- | -------------------- | ----------------------------- | --------------------- |
| The Show ‏         | 1995  | N/A         | $2,702,578           | $2,702,578                    | 80%                   |
| Good Burger       | 1997  | $9 million  | $23,712,993          | $23,712,993                   | 31%                   |
| Varsity Blues ‏    | 1999  | $16 million | $52,894,169          | $54,294,169                   | 40%                   |
| Ready to Rumble   | 2000  | $24 million | $12,394,327          | $12,452,362                   | 25%                   |
| Hardball          | 2001  | $32 million | $40,222,729          | $44,102,389                   | 38%                   |
| The Perfect Score | 2004  | N/A         | $10,391,003          | $10,876,805                   | 17%                   |
| The Shaggy Dog ‏   | 2006  | N/A         | $61,123,569          | $87,134,280                   | 27%                   |
| Norbit            | 2007  | $60 million | $95,673,607          | $159,313,561                  | 9%                    |
| Meet Dave         | 2008  | $60 million | $11,803,254          | $58,650,079                   | 19%                   |
| A Thousand Words  | 2012  | $40 million | $18,450,127          | $20,558,836                   | 0%                    |

| - Harper Valley PTA ‏ (1 episode, 1982) - Archie Bunker's Place (1 episode, 1982) - حقائق الحياة (مسلسل) (1 episode, 1982) - ثريز كومباني (1 episode, 1983) - السائق نايت (مسلسل) (1 episode, 1983) - ديفرنت ستروكس (1 episode, 1984) - Newhart (1 episode, 1984) - Charles in Charge (1 episode, 1985) - آلام النمو (1 episode, 1985) - The Gladiator ‏ (1986) - Mr. Belvedere (1 episode, 1986) - Kids Incorporated (1 episode, 1987) - Cellar Dweller (1988) - C.H.U.D. II: Bud the C.H.U.D. (1989) - Camp Cucamonga (1990) - Head of the Class (114 episodes, 1986–1991) - فول هاوس (2 episodes, 1992) - Kenan & Kel (1 episode, 1997) | - كل هذا ‏ (غير معروف عدد الحلقات, 1994) - The Show ‏ (1995) - Kenan & Kel (حلقتين, 1996) - Good Burger (1997) - Varsity Blues ‏ (1999) - Popular (حلقة واحدة, 1999) - Ready to Rumble (2000) - Hardball (2001) - The Nightmare Room (حلقة واحدة, 2001) - Birds of Prey ‏ (حلقة واحدة, 2002) - The Perfect Score (2004) - The Shaggy Dog ‏ (2006) - Norbit (2007) - Meet Dave (2008) - A Thousand Words (2012) |

| - Cousin Skeeter (4 حلقات, 1999–2001) - برنامج أماندا (9 حلقات , 2000–2001) - Summer Catch (2001) - Smallville (196 حلقة, 2001–2011) - The Nick Cannon Show (5 حلقات , 2002) - What I Like About You ‏ (53 حلقة , 2002–2006) - تل الشجرة الواحدة (مسلسل) (152 حلقة , 2004–2012) - Crumbs (حلقتين , 2006) - الخنازير البرية (2007) - Old Dogs ‏ (2009) - صوني ويذ أه تشانس (2009) - Blue Mountain State (2010) - فريد: الفيلم (2010) - Supah Ninjas (2011) - AwesomenessTV (2013 TV Series) (Nickelodeon TV Series) (2013–present) | - Head of the Class (1 episode, 1988) - كل هذا ‏ (33 episodes, 1997–2005) - كاذب كبير جدا (فيلم) (2002) - All That's 10th Anniversary Reunion Special (2005) |

## وصلات خارجية
- براين روبنز على موقع IMDb (الإنجليزية)
- براين روبنز على موقع ألو سيني (الفرنسية)
- براين روبنز على موقع ميوزك برينز (الإنجليزية)
- براين روبنز على موقع أول موفي (الإنجليزية)
- براين روبنز على موقع بوكس أوفيس موجو (الإنجليزية)
- براين روبنز على موقع قاعدة بيانات الأفلام السويدية (السويدية)
- براين روبنز على موقع قاعدة بيانات الفيلم (الإنجليزية)
- براين روبنز على موقع كينوبويسك (الروسية)
- براين روبنز على موقع كينوبويسك (الروسية)
- براين روبنز على موقع كينوبويسك (الروسية)